# Niambia duffeyi
Niambia duffeyi är en kräftdjursart som beskrevs av Franco Ferrara och Stefano Taiti 1981. Niambia duffeyi ingår i släktet Niambia och familjen myrbogråsuggor. Inga underarter finns listade i Catalogue of Life.